# Erethistidae
Erethistidae — родина риб надродини Sisoroidea ряду сомоподібних. Має 6 родів та 34 види. Інша назва «соми-якірці».

## Опис
Загальна довжина представників цієї родини коливається від 2 до 13 см. Голова помірного розміру. Ніздрі розташовано доволі близько одна від одної. Є 4 пари вусиків. Деякі види мають торакальний клейовий апарат. Шкіра горбкувата. Спинний плавець великий, наділено сильним шипом. Мають довгі грудні плавці, що нагадують якірці або кинджали. Звідси походить їхня інша назва. За межі основи грудних плавці виходить своєрідний плечовий «пояс» дзьобоподібної форми. Черевні плавці маленький. Анальний плавець з короткою основою. Хвостовий плавець доволі великий.
Забарвлення відповідає ґрунту, де вони мешкають.

## Спосіб життя
Віддають перевагу тихим річковим заплавам і м'якому ґрунту, переважно піщаному. Активні вночі. Вдень ховаються серед каміння або рослинності, біля дна. Живляться дрібними безхребетними.

## Розповсюдження
Поширені від сходу півострова Індостан (включно з Непалом) до західного Таїланду та півночі Малаккського півострова. Трапляються також на південному заході КНР.

## Роди
- Ayarnangra
- Caelatoglanis
- Conta
- Erethistes
- Erethistoides
- Hara